# ボーヌ
ボーヌ (Beaune) は、フランス東部、ブルゴーニュ＝フランシュ＝コンテ地域圏コート＝ドール県の郡庁所在地。ボーヌ周辺はブルゴーニュ・ワインの産地として有名で、毎年11月にこの都市のオスピスで開かれるワインのオークションは国際的に名高い。

## 観光名所

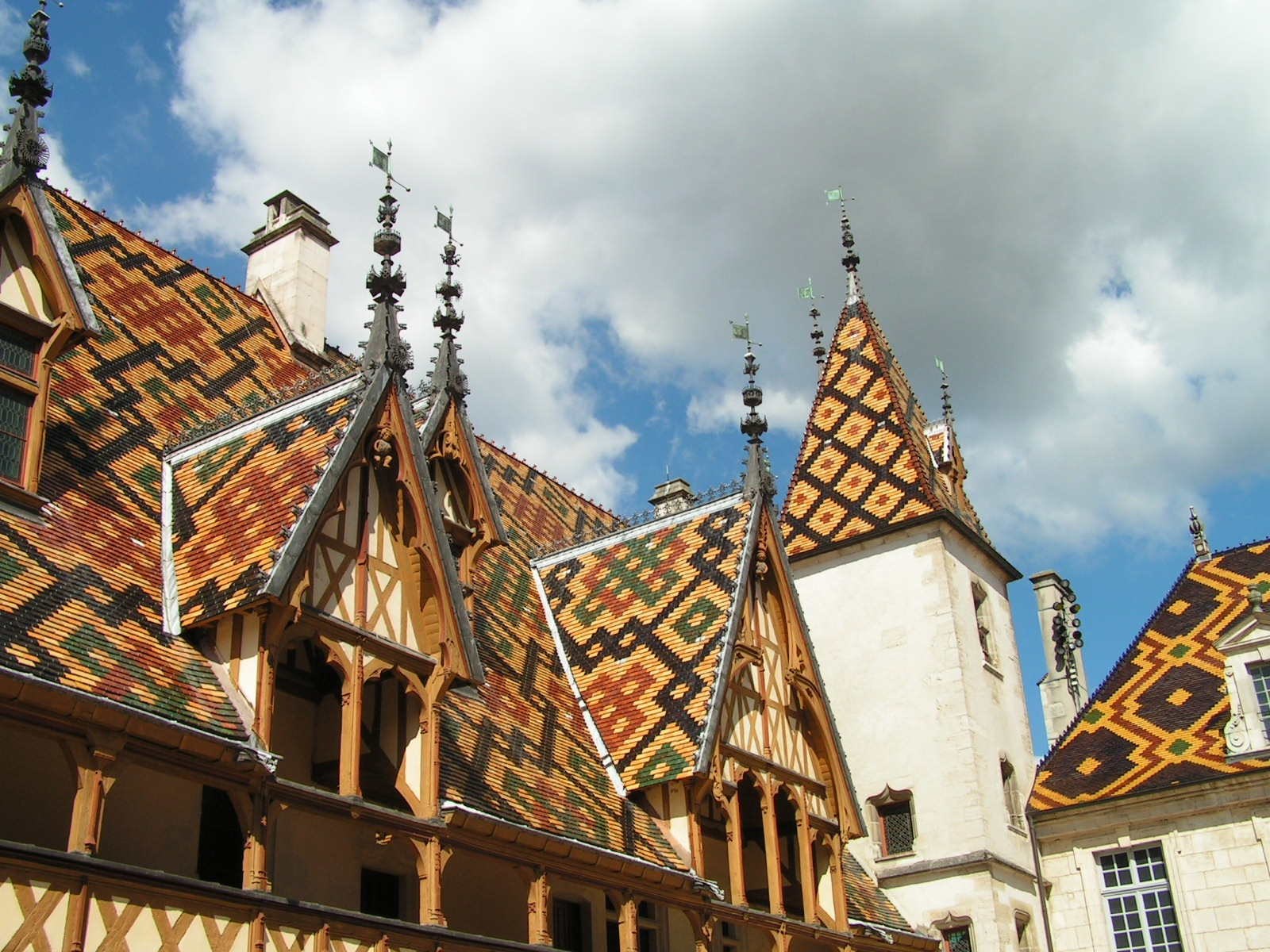
ボーヌのオスピス

- ボーヌのオスピス（ホスピス, 施療院）- 1443年にブルゴーニュ公国の宰相ニコラ・ロランが創設したもので、貧しい人たちに無料で医療を施した[1]。入院の条件は、貧者であることただひとつだった。王侯貴族から寄進されたブドウ園とそこから生産されるワインで、費用は埋め合わされていた。この建物は、屋根瓦が、黄色や赤、茶色とカラフルで、しかもブルゴーニュ風の文様を描くようにデザインされていてとても美しい。こうした施療院は、当時、オテル・デュー（神の宿、fr:Hôtel-Dieu）とも呼ばれた。現在では、その当時の薬品、医療器具を展示した医学博物館になっており、またワインオークションの会場としてよく知られている。現存するオテル・デューの中でも最も有名な施設のひとつ。この施療院ブランドのワインもある。
- ワイン博物館(Musée du Vin)

## イベント
- 「栄光の三日間(Les Trois Glorieuses)」- 11月の第3日曜日をはさむ土曜日〜月曜日の3日間にわたって開催されるワイン関連の祭り。特に日曜日にオスピスで行われるワインオークションは国際的にも関心を集め、その年のワインの相場を占うものだとする見方もある。
- ボーヌ国際バロック・オペラ・フェスティバルは1983年以来開催されている（現在はロマン派オペラを含む）[2]。

## ボーヌ生まれの有名人
- ガスパール・モンジュ(Gaspard Monge, 1746年-1818年)- 数学者。
- フェリックス・ジアン(Félix Ziem, 1821年-1911年)- バルビゾン派の画家。

## 姉妹都市
- ベンスハイム、ドイツ
- マルメディ、ベルギー
- クレムス、オーストリア
- 甲州市、日本
- バーカムステッド、イギリス